# August Ferdinand Möbius
August Ferdinand P. J. Möbius, nemški matematik in astronom, * 17. november 1790, Schulpforta, Saška, Nemčija, † 26. september 1868, Leipzig, Nemčija.

## Življenje in delo
Möbius je študiral na univerzah v Leipzigu, v Göttingenu in Halleju. Najprej je hotel študirati pravo, potem pa se je pod Gaussovim vplivom le odločil za matematiko in astronomijo. Doktoriral je leta 1815 na Univerzi v Leipzigu pod Pfaffovim mentorstvom.
Leta 1816 je postal vseučiliščni profesor v Leipzigu. Bil je več kot petdeset let opazovalec in pozneje od leta 1844 tudi dolgoletni predstojnik tamkajšnjega observatorija. Bil je vsestranski znanstvenik.
Najbolj znan je po delu v matematiki. V svojem glavnem delu Težiščni račun (Der barycentrische Calcül), (1827) je z velikim uspehom uvedel nov način analitične obdelave problemov v projektivni geometriji s pomočjo težišča v geometrijske namene in v njem prvi vpeljal homogene koordinate. Če so mase {\displaystyle m_{1}\,}, {\displaystyle m_{2}\,}, {\displaystyle m_{3}\,} postavljene v vrhovih danega trikotnika, je dal težišču teh mas koordinate {\displaystyle m_{1}:\,m_{2}:\,m_{3}\,} in pokazal kako primerne so te koordinate za opisovanje projektivnih in afinih značilnosti ravnine. Od tedaj so homogene koordinate postale splošno sprejeto orodje za algebrsko obravnavanje projektivne geometrije. Ukvarjal se je z ravnimi površinami in podal novo opredelitev krivulj in površin. Delal je v mirni osamljenosti in prišel še do drugih zanimivih odkritij, kot je na primer ničelni sistem v teoriji premičnih kongruenc, ki ga je vpeljal v svojem učbeniku o statiki (1837).
Najbolj znan je po odkritju prve enostranske in neusmerjene ploskve z robom, Möbiusovega traku, s čimer je bil eden od utemeljiteljev sodobne topologije. Neodvisno od njega je to ploskev istega leta 1858 proučeval tudi nemški matematik Johann Benedict Listing.
Ukvarjal se je tudi s teorijo števil, kjer je znana njegova Möbiusova funkcija, ki se uporablja tudi v kombinatoriki in je določena kot:
{\displaystyle \mu (n)={\begin{cases}1;&n=1\\(-1)^{k};&n=\prod p^{k}\\0;&p^{2}\vert n\end{cases}}\!\,.}
Zgoraj je {\displaystyle p\,} praštevilo, pri {\displaystyle \mu (n)=0\,}, je {\displaystyle n\,} deljiv s kvadratom. V teoriji števil je pomembna tudi vsota, ki se imenuje tudi Mertensova funkcija:
{\displaystyle M(n)=\sum _{k=1}^{n}\mu (k)\!\,.}
Ta funkcija je v tesni zvezi z lego ničel Euler-Riemannove funkcije ζ(·). Zvezo med obnašanjem funkcije {\displaystyle M(n)\,} in Riemannovo domnevo je poznal že Stieltjes.
Möbius se je ukvarjal tudi s teorijo grafov, kjer so znani njegovi grafi imenovani Möbiusove lestve ali lestvice {\displaystyle M_{n}\,}, ki se jih dobi iz cikla {\displaystyle C_{2n}\,} tako, da se poveže vsak par diagonalno nasprotnih točk.
V kompleksni analizi so znane njegove Möbiusove transformacije, ki so ulomljene linearne funkcije:
{\displaystyle l:{\overline {\mathbb {C} }}\longrightarrow {\overline {\mathbb {C} }}\qquad l:z\longmapsto {az+b \over cz+d}\!\,,}
ki zadoščajo omejitvi:
{\displaystyle ad-bc\neq 0\!\,.}
Möbiusova transformacija, ki ni enakost, ima kvečjemu dve negibni točki, Möbiusova transformacija, ki ohranja tri točke, pa je enakost. Transformacija je natanko določena z matriko koeficientov. Zaradi omejitve je matrika obrnljiva, v njej se lahko vidi element splošne linearne grupe {\displaystyle GL(2,\mathbb {C} )}. Möbiusova transformacija s superpozicijo kot produktom je grupa.

## Priznanja

### Poimenovanja
Po njem se imenuje udarni krater Möbius na Luni in asteroid glavnega pasu 28516 Möbius.